# Katedra Świętej Elżbiety w Koszycach

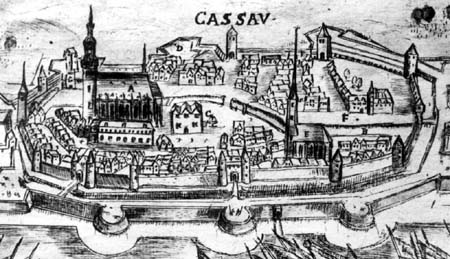
Dawna panorama Koszyc z widocznym kościołem św. Elżbiety

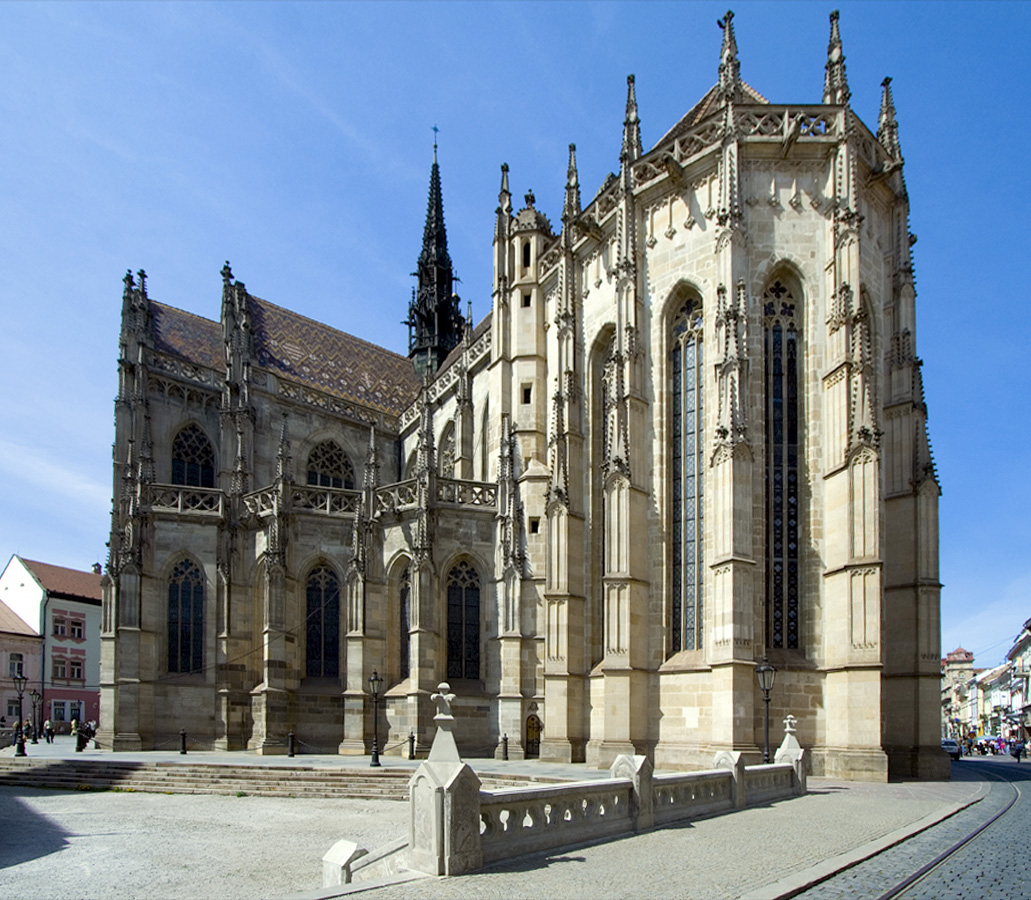
Katedra w Koszycach

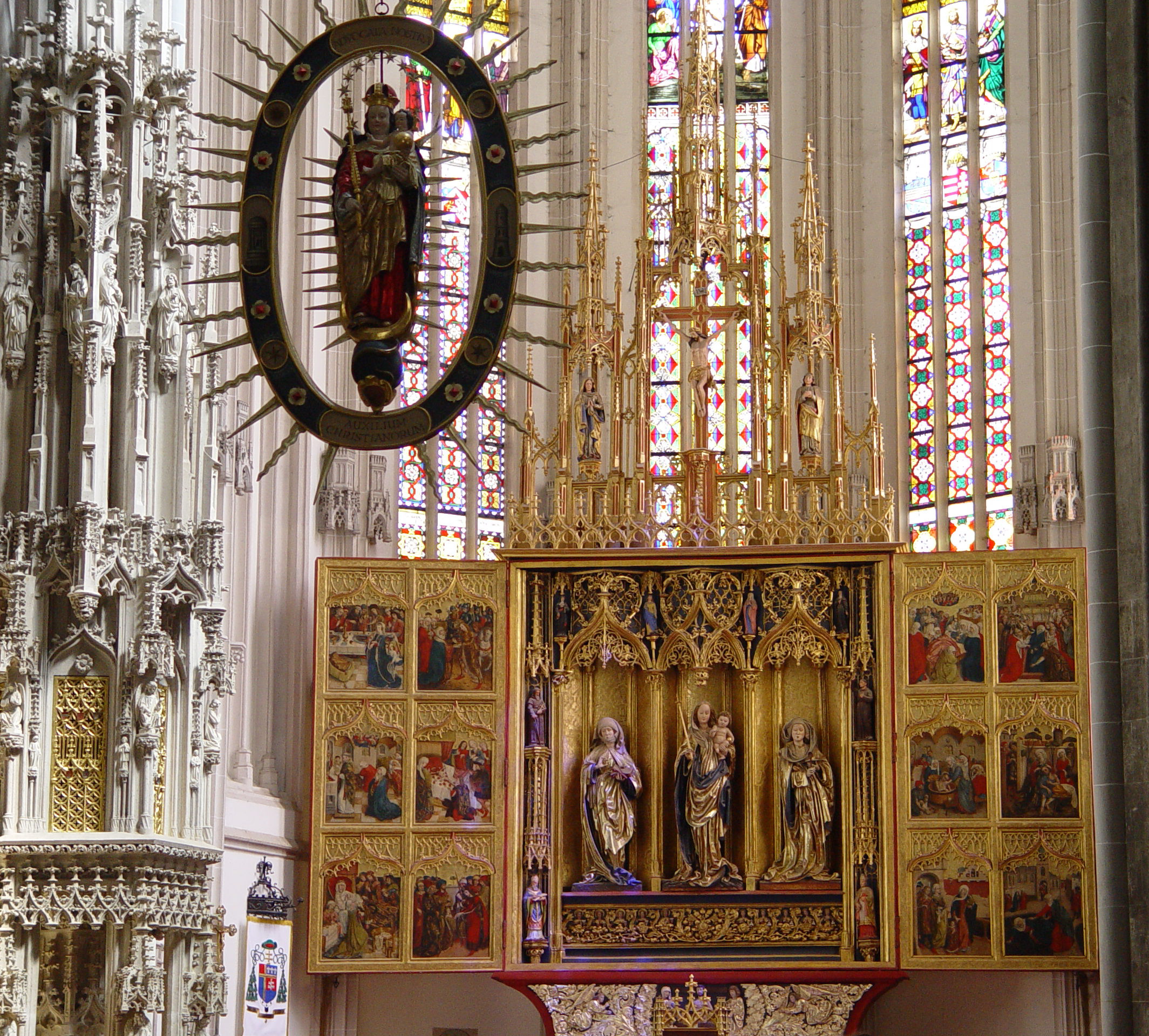
Ołtarz główny

Katedra Świętej Elżbiety (słow. Dóm sv. Alžbety, węg. Szent Erzsébet-székesegyház, niem. Dom der Heiligen Elisbeth) – gotycka katedra w Koszycach, największa świątynia katolicka na Słowacji. Powierzchnia jej wnętrza wynosi 1200 m² (całkowita powierzchnia zabudowana wynosi 1 796 m²). Wewnętrzna długość świątyni wynosi 60 m, szerokość maksymalna (transept) 36 m. Wysokość nawy głównej wynosi 24 m, naw bocznych po 12 m. Wieża północna ma wysokość 59 m. Kościół mieści ok. 5000 wiernych. Katedrą jest od chwili utworzenia diecezji (obecnie archidiecezji) koszyckiej w 1804 roku.

## Historia budowli
Świątynia wzniesiona została w latach 1378–1508 w stylu późnogotyckim w miejscu wcześniejszego kościoła parafialnego, który spłonął w pożarze w 1370 roku. Katedra koszycka często ponosiła uszczerbek wskutek katastrof, dlatego też w swej historii przechodziła liczne odbudowy. Najważniejsze prace renowacyjne przeprowadzono w latach 1877–1896. Podczas tych prac kościół przebudowano, próbując powrócić do pierwotnego pięcionawowego planu, wg projektu Imre Steindla i konsultacji Friedricha von Schmidta. W tym czasie została zburzona kaplica św. Józefa. W końcowym etapie przebudowy, poniżej północnej nawy wybudowano kryptę, gdzie w 1906 roku pochowano szczątki Franciszka II Rakoczego oraz jego towarzyszy z Turcji.

## Wygląd zewnętrzny
Katedra w Koszycach jest pięcionawową bazyliką, posiada transept i wielobocznie zamknięte prezbiterium. W miejscu przecięcia naw wznosi się metalowa wieża (sygnaturka). W południowej części świątyni znajduje się kaplica oraz kruchta, powyżej niej zaś galeria królewska. Fasada zachodnia kościoła flankowana jest od południa niższą wieżą, zwaną Matejową, zbudowaną w 1461 roku oraz wyższą wieżą północną zwieńczoną rokokowym hełmem z 1775. 
- Portal zachodni - dekorowany jest płaskorzeźbami wyobrażającymi sceny biblijne: Jezus w Ogrodzie Getsemani, pobożność oraz chustę św. Weroniki.

- Portal północny - najbogatszy i najcenniejszy pod względem artystycznym jest wraz ze swymi dekoracjami rzeźbiarskimi. Przedstawiono tu Sąd Ostateczny wykonaną w dwóch rzędach, ponad innymi wyobrażeniami. Ponadto zobaczyć tu można również sceny z życia św. Elżbiety, Matkę Boską z kobietami oraz św. Jana w otoczeniu żołnierzy. Wieńczy je scena Ukrzyżowania. W środkowej części północnego portalu znajduje się posąg patronki kościoła, św. Elżbiety.
- Portal południowy - zawiera dwa wejścia, stanowiące integralną część oryginalnej kompozycji architektonicznej, zgodnie z planem południowej kruchty.

## Wnętrze
Niezwykle cenne pod względem artystycznym i historycznym jest monumentalne wnętrze katedry. Do najwspanialszych zabytków świątyni należy ołtarz główny św. Elżbiety oraz podwieszona pod sklepieniem statua Maryi Niepokalanie Poczętej, późnogotycki ołtarz Nawiedzenia Najświętszej Marii Panny, epitafium rodziny Reinerów, drewniana rzeźba Matki Boskiej, fragmenty fresków wyobrażających Ostatnią Wieczerzę, ołtarz św. Antoniego, fresk przedstawiający Zmartwychwstanie, brązowa chrzcielnica, ołtarz z wizerunkiem św. Anny, gotycka kalwaria, lampion króla Macieja, drewniane polichromowane posągi, ołtarz Pokłonu Trzech Króli, neogotycki kamienny pulpit. Najcenniejsze dzieła oraz relikwie strzeżone są w skarbcu.